# 엑설런트 어드벤쳐
《엑설런트 어드벤쳐》(Bill & Ted's Excellent Adventure)는 미국에서 제작된 스티븐 헤렉 감독의 1989년 코미디, SF 영화이다. 키아누 리브스 등이 주연으로 출연하였고 스콧 크루프 등이 제작에 참여하였다.

## 줄거리
2688년, 인류는 두 위대한 인물인 윌리엄 "빌" S. 프레스턴 씨와 테드 "시어도어" 로건의 음악과 철학에서 영감을 받아 유토피아 사회를 이루고 살아간다. 시민 중 한 명인 루퍼스는 리더들에게 명령을 받아 1988년 샌디마스 (캘리포니아주)로 전화 부스 형태의 타임 머신을 타고 돌아가, 어리숙한 고등학생인 젊은 빌과 테드가 역사 수업을 성공적으로 통과하도록 해야 한다. 이들은 낙제하여 학교에서 쫓겨날 위기에 처해 있으며, 통과할 수 있는 유일한 희망은 역사 최종 보고서에서 만점을 받는 것이다. 보고서에서는 역사적 인물들이 현재의 샌디마스를 어떻게 볼 것인지 구두 발표를 해야 한다. 만약 실패한다면, 테드의 불쾌한 아버지인 로건 경찰서장은 테드를 알래스카주의 군사 학교로 보낼 계획이며, 이는 빌과 테드의 초창기 밴드인 와일드 스탤리온즈를 해체시키고 역사를 바꿀 것이다.
루퍼스는 써클 K에서 보고서 완성을 위해 애쓰는 듀오를 발견한다. 루퍼스가 도움을 제안하기도 전에 다른 전화 부스 타임 머신이 도착하고 미래의 빌과 테드가 내린다. 현재의 빌과 테드에게 루퍼스의 주장이 유효하며 그를 믿을 수 있다고 확신시킨 후, 그들은 타임 부스 안으로 사라진다.
루퍼스는 빌과 테드에게 타임 부스 작동법을 보여주며, 그들을 1805년으로 데려간다. 그곳에서 그들은 나폴레옹 보나파르트가 오스트리아 제국에 맞서 군대를 이끄는 것을 발견한다. 루퍼스, 빌, 테드가 현재로 돌아오는 동안, 나폴레옹은 대포알 폭발로 인해 그들의 뒤로 던져져 함께 시간의 회로를 통해 끌려온다. 루퍼스는 빌과 테드에게 시간이 정상적으로 진행될 것이며 다음날 수업 발표를 놓쳐서는 안 된다고 설명한 후, 비어 있는 타임 부스를 남겨두고 떠난다. 그들이 다음에 어디로 갈지 논의하던 중, 그들은 근처 나무에 박혀 있는 나폴레옹을 발견하고, 이를 통해 역사적 인물들을 납치하여 학교 발표를 위해 현재로 데려갈 영감을 얻는다. 그들은 나폴레옹을 테드의 남동생 디컨에게 맡기고, 그들이 가기 전에 나폴레옹을 시내로 데리고 나가라고 부탁한다.
그들은 서부 개척 시대에서 빌리 더 키드와 친해지고, 고대 그리스에서 소크라테스와 친해진 후 15세기 잉글랜드에 들러 조안나 공주와 엘리자베스 공주와 사랑에 빠진다. 공주들의 아버지는 그들을 처형하려 하지만, 빌리와 소크라테스가 탈출을 돕는다. 그 과정에서 공격하는 기사에 의해 약간 손상된 부스는 그들을 2688년으로 데려가고, 그곳에서 그들은 사회가 자신들과 미래의 밴드를 숭배한다는 것을 발견한다. 그들은 지그문트 프로이트, 루트비히 판 베토벤, 잔 다르크, 칭기즈 칸 그리고 에이브러햄 링컨을 납치하여 "추가 점수"로 보고서를 완성할 영감을 얻는다. 선사 시대에 잠시 들러 부스를 수리한 후, 그들은 부스를 현재로 돌아가도록 프로그래밍하지만, 루퍼스가 처음 자신들을 소개했던 전날 밤 써클 K 밖에 도착한다. 그들은 루퍼스의 신뢰성을 초기 자신들에게 확신시킨 후, 루퍼스가 다음날로 가는 방법을 설명한다. 그는 또한 역사 보고서 제출까지 두 시간이 남았다고 경고한다.
그들이 현재 시각에 도착했을 때, 그들은 나폴레옹을 찾는 동안 역사적 인물들을 지역 쇼핑몰에 남겨두고 샌디마스에 대해 배우게 한다. 디컨이 볼링장에 나폴레옹을 버려두었다는 것을 알게 된 후, 빌과 테드는 그를 지역 워터파크에서 찾아낸다. 쇼핑몰로 돌아온 역사적 인물들은 샌디마스 문화에 매료되지만 동시에 압도당하고, 곧 무의식적으로 혼란을 야기하여 체포된다. 빌과 테드의 우정을 깨뜨리기로 결심한 로건 서장은 역사적 인물들을 풀어주기를 거부하고 테드에게 군사 학교를 위해 짐을 싸라고 명령한다.
소년들은 미래의 타임 부스를 사용하여 현재 필요한 것을 설정하는 탈출 계획을 실행한다. 그들은 역사 친구들을 감옥에서 탈출시킨 다음, 무대 조명 효과와 흥미로운 음악을 사용하여 모인 학교에 각각 발표한다. 그들의 "보고서"는 기립박수를 얻고, 그들은 수업을 통과한다.
얼마 후, 루퍼스가 중매 결혼에서 구출한 두 공주와 함께 돌아온다. 그는 그들도 와일드 스탤리온즈의 일원이 될 것이며, 그들 넷이 음악으로 세상을 바꿀 것이라고 말한다. 그는 그들과 함께 즉흥 연주를 해달라고 요청하지만, 그들의 초보적인 연주 시도를 듣고 영화 관객들에게 고개를 돌리며 "그들은 더 나아질 것이다"라고 확신시킨다.

## 출연

### 주연
- 키아누 리브스
- 알렉스 윈터

### 조연
- 로버트 V. 바론
- 테리 카밀레리
- 클리포드 데이빗
- 알 레옹
- 로드 루미스
- 댄 쇼어
- 토니 스티드먼
- 제인 위들린

## 기타
- 미술: 로이 포지 스미스

## 같이 보기
- 데우스 엑스 마키나